# Emiliano Ellacopulos
Emiliano Nauhel Ellacopulos (Munro, 14 gennaio 1992) è un calciatore argentino, centrocampista svincolato.

## Caratteristiche tecniche
È un esterno sinistro.